# Ruth Beckermann
Ruth Beckermann (Vienna, 1952) è una regista austriaca. È attiva fin dagli anni settanta prevalentemente nel cinema documentaristico. Oltre a partecipare a numerosi festival internazionali, i suoi film sono oggetto di retrospettive in varie parti del mondo. Nel 2018, il suo film Waldheims Walzer ha vinto il premio della giuria come miglior documentario al 68ª edizione del Festival internazionale del cinema di Berlino. Nel 1996 ha vinto il Vienna Film Award della Viennale col film Jenseits des Krieges.

## Biografia
Figlia di una coppia di sopravvissuti alla shoah, studia giornalismo e storia dell'arte a Vienna e Tel Aviv, e poi fotografia presso la School of Visual Arts di New York. Durante gli studi lavora come editor presso le riviste Die Weltwoche e Trend. Nel 1977 gira il suo primo film, il documentario Arena besetz, insieme con Josef Aichholzer e Franz Grafl dell'Arena Videogroup. L'anno seguente, i tre fondano la società di distribuzione Filmladen. Comincia anche l'attività di scrittrice.
Negli anni ottanta realizza una serie di tre documentari che spaziano dal politico (Wien retour, Nach Jerusalem) al personale (Die paperiene Brücke), e formano una trilogia su perdita, memoria e identità dal punto di vista della cultura ebraica.
Nel 1996 contribuisce alla Wehrmachtsausstellung con il film Jenseits des Krieges, che vince il Vienna Film Award della Viennale. Nel 2006, Zorros Bar Mizwa segue il Bar mitzvah di alcuni dodicenni. Il film è presentato, fra gli altri, al festival Cinéma du Réel e alla Viennale. Nel 2016 realizza il primo lungometraggio di finzione, Die Geträumten, basato sulla corrispondenza tra Ingeborg Bachmann e Paul Celan. Nel 2018, Waldheims Walzer vince il premio della giuria come miglior documentario al 68ª edizione del Festival internazionale del cinema di Berlino.

### Altre attività
È fra i membri fondatori della Dachverband der Österreichischen Filmschaffenden. Ha insegnato presso l'Università di Salisburgo, l'Università dell'Illinois - Urbana-Champaign e l'Università di arti applicate di Vienna.

## Filmografia

### Documentari
- Arena besetz (1977)
- Wien retour (1983)
- Die paperiene Brücke (1987)
- Nach Jerusalem (1991)
- Jenseits des Krieges (1996)
- Ein flüchtiger Zug nach dem Orient (1999)
- Homemad(e) (2000)
- Zorros Bar Mizwa (2006)
- American Passages (2011)
- Jackson/Marker 4AM (2012)
- Those Who Go Those Who Stay (2013)
- Waldheims Walzer (2018)
- Mutzenbacher (2022)
- Favoriten (2024)

### Lungometraggi
- Die Geträumten (2016)

## Pubblicazioni
- (DE) Ruth Beckermann, Jenseits des Krieges, Döcker, 1998, ISBN 9783851152555.
- (DE) Ruth Beckermann, Unzugehörig: Österreicher und Juden nach 1945, Löcker Verlag, 2005, ISBN 9783854094340.